# Steve McQueen (Regisseur)

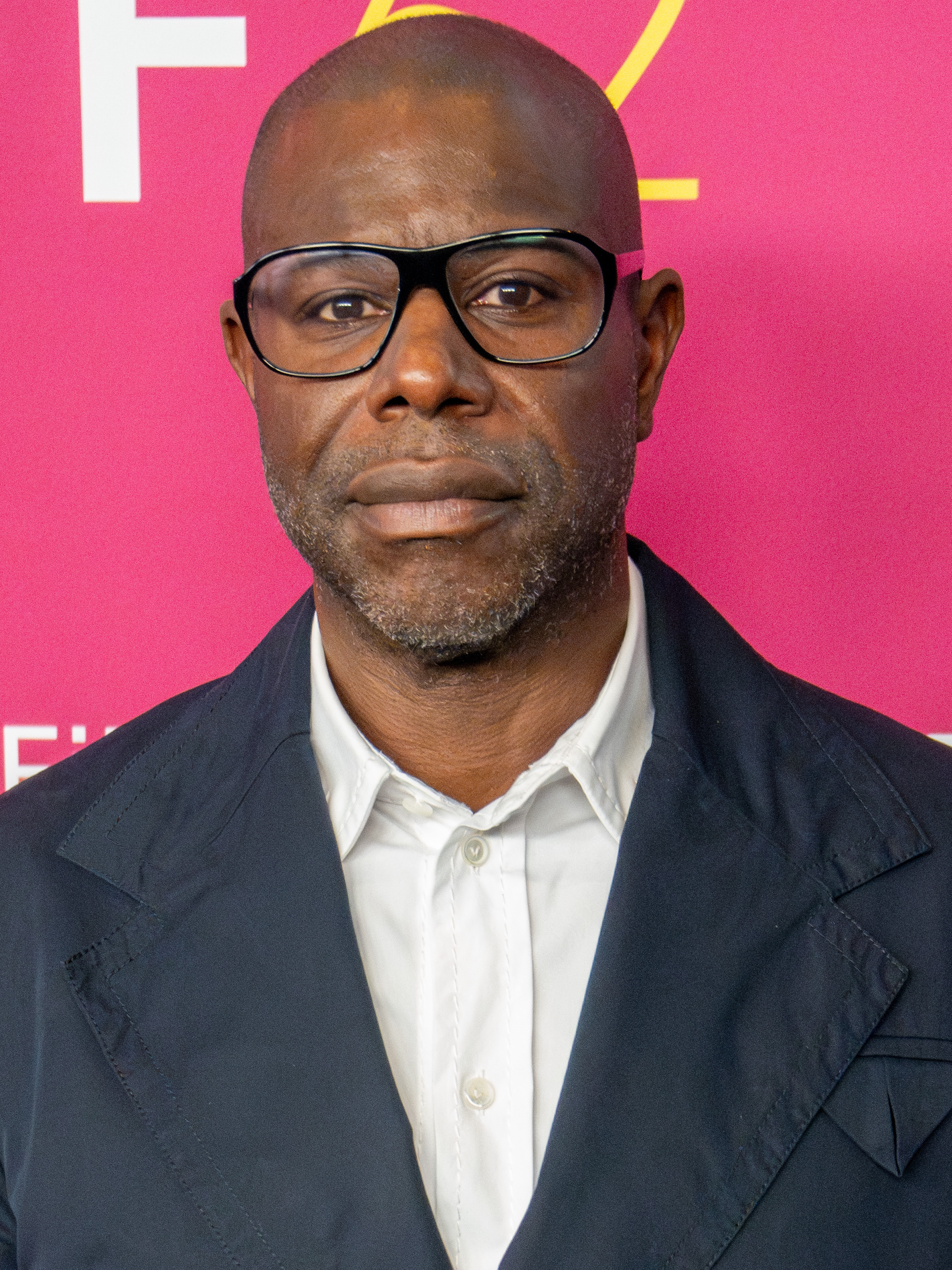
Steve McQueen (2024)

Sir Steve McQueen CBE (* 9. Oktober 1969 in London, England) ist ein britischer Filmregisseur, Drehbuchautor, Produzent und Videokünstler. Für seine Arbeit am Film 12 Years a Slave wurde er bei der Oscarverleihung 2014 mit dem Oscar in der Kategorie Bester Film ausgezeichnet.

## Leben
Er studierte am Chelsea College of Art and Design, am Goldsmiths College in London und an der Tisch School in New York City. 1999 war er Stipendiat des Berliner Künstlerprogramms des Deutschen Akademischen Austauschdiensts (DAAD). 1999 erhielt er für seine Fotografien und Installationen den Turner Prize.
Seine ersten Filme sind experimentell, minimalistisch in Schwarzweiß gedreht und auf den Stummfilm (Buster Keaton) verweisend.
2003 wurde McQueen vom britischen Imperial War Museum zum offiziellen Kriegskünstler für den Irakkrieg ernannt. Nach seinem Aufenthalt im Irak entstand 2006 das Projekt Queen and Country, das die Porträts gefallener britischer Soldaten auf einem Bogen Briefmarken zeigt.
2008 stellte McQueen bei den Internationalen Filmfestspielen von Cannes seinen ersten Spielfilm vor. Hunger beschreibt die letzten sechs Lebenswochen des IRA-Mitglieds Bobby Sands (gespielt von Michael Fassbender), der 1981 nach 66 Tagen beim Hungerstreik in den H-Blocks starb. Dafür erhielt McQueen die Caméra d’Or (Filmpreis für Erstlingswerk). 2009 vertrat Steve McQueen Großbritannien bei der Biennale di Venezia in Venedig.
2011 erhielt er für seinen zweiten Spielfilm Shame eine Einladung in den Wettbewerb der 68. Internationalen Filmfestspiele von Venedig. Erneut vertraute McQueen auf Michael Fassbender als Hauptdarsteller, der einen von Sexsucht getriebenen Mann in New York spielt, der Besuch von seiner jüngeren Schwester (Carey Mulligan) erhält.

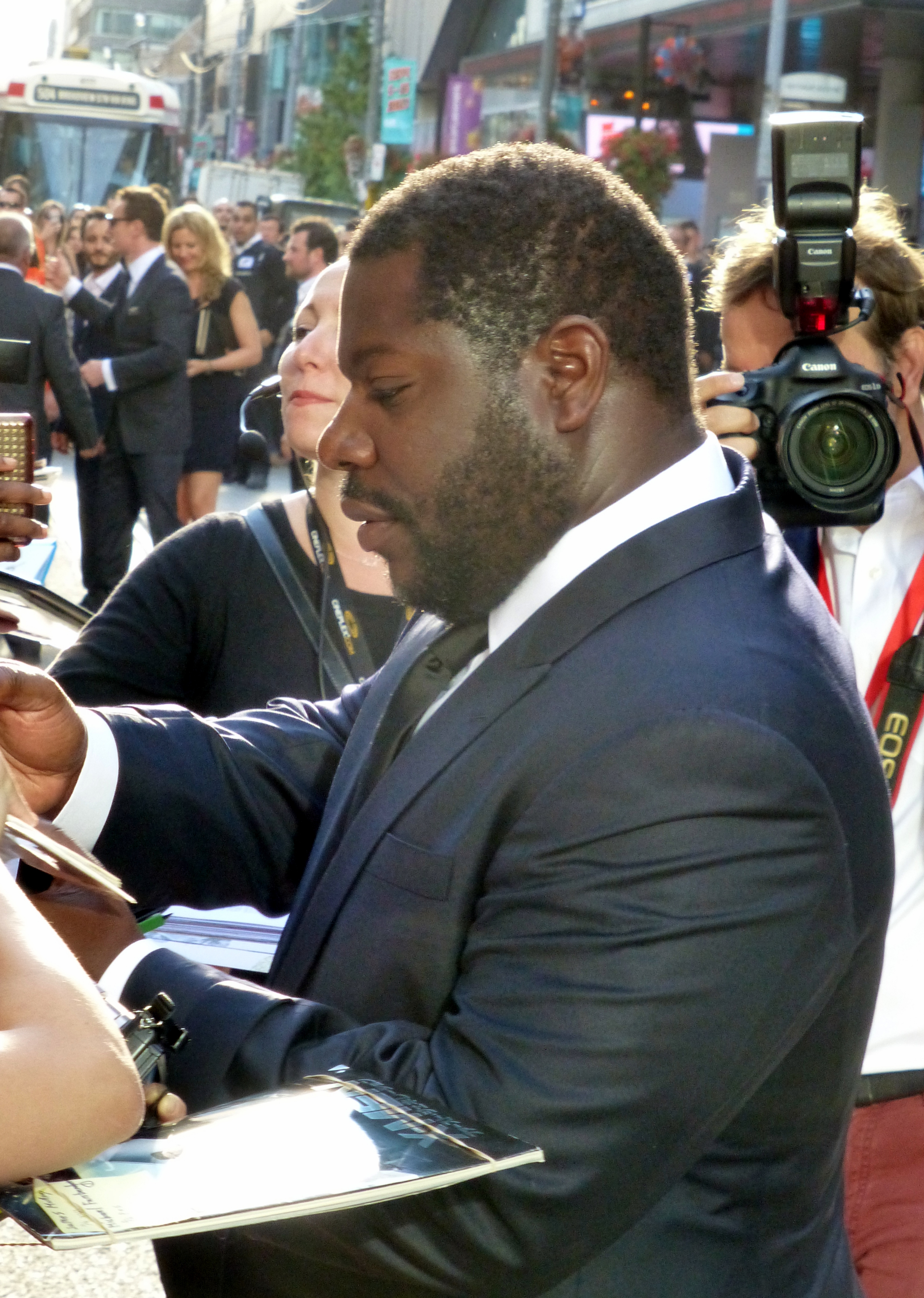
Steve McQueen bei der Premiere von 12 Years a Slave beim Toronto International Film Festival (2013)

2013 folgte die auf realen Ereignissen basierende Literaturverfilmung 12 Years a Slave mit Chiwetel Ejiofor als Hauptdarsteller in der Rolle des versklavten Solomon Northup sowie Benedict Cumberbatch und erneut Michael Fassbender, beide jeweils als Plantagenbesitzer. Die Premiere erfolgte auf dem Toronto International Film Festival und brachte McQueen u. a. den Oscar für den besten Film und den Regiepreis des New York Film Critics Circle ein.
Im November 2014 kündigte McQueen als nächstes Filmprojekt eine Biografie des Sängers und Bürgerrechtlers Paul Robeson an.
Mit Widows – Tödliche Witwen brachte er 2018 einen Heist-Thriller mit weiblichen Hauptrollen ins Kino, zu dem er gemeinsam mit Bestseller-Autorin Gillian Flynn auch das Drehbuch schrieb. Der Film mit Viola Davis, Michelle Rodríguez, Elizabeth Debicki und Cynthia Erivo basiert auf der britischen Fernsehserie Widows (2 Staffeln in 1983 und 1985) aus der Feder von Lynda La Plante (Heißer Verdacht). Darauf angesprochen, dass "während des Drehs der Donnerschlag der #MeToo-Bewegung Hollywood erbeben ließ" und sein Film "exakt die Stimmung der Post-#MeToo-Ära" treffe, antwortete McQueen: "Mit dreizehn sah ich im Fernsehen die Serie und konnte mich stark mit diesen Frauen identifizieren, die sich gegen ihr Schicksal wehren. Ich war ein kleiner schwarzer Junge in London. Man könnte annehmen, seitdem hätte sich in Sachen Diskriminierung etwas geändert. Umso glücklicher bin ich, wenn der Film dazu beiträgt, die Veränderungen, die begonnen haben, weiter voranzutreiben."
2020 begann die Ausstrahlung der von McQueen inszenierten Anthologie-Serie Small Axe, die die Filme Lovers Rock, Mangrove, Red, White and Blue, Alex Wheatle und Education umfasst. Aus dem IndieWire Critics Poll 2020 ging McQueen für die Regiearbeit bei Lovers Rock als Zweitplatzierter hervor.
McQueen fünfter Kinofilm Blitz mit Saoirse Ronan in der Hauptrolle soll im Oktober 2024 beim London Film Festival seine Premiere feiern, wo er als Eröffnungsfilm gezeigt wird.
Steve McQueen ist mit der niederländischen Filmemacherin, Drehbuchautorin und Produzentin Bianca Stigter (* 26. Mai 1964 in Amsterdam) verheiratet, einer Tochter des Dichters K. Schippers.
2024 wurde er mit dem Rolf-Schock-Preis ausgezeichnet.

## Ausstellungen
- 1995: Musée National d’Art Moderne, Centre Georges Pompidou, Paris
- 1997: Teilnahme an der documenta X, Kassel
- 1997: Teilnahme an der Johannesburg Biennale 2, Johannesburg
- 1997: Ausstellung im Van Abbemuseum in Eindhoven, Niederlande
- 2000: 22.1.-5.3. Barrage, daadgalerie Berlin[9]
- 2002: Teilnahme an der documenta11, Kassel
- 2011: 54. Biennale di Venezia, Englischer Pavillon
- 2013: Ausstellung im Schaulager, Münchenstein bei Basel[10]
- 2015: 56. Biennale di Venezia, Videoinstallation "Ashes"

## Filmografie
- 2008: Hunger
- 2011: Shame
- 2013: 12 Years a Slave
- 2018: Widows – Tödliche Witwen (Widows)
- 2020: Small Axe (Filmreihe, 5 Episoden)

- Lovers Rock
- Mangrove
- Red, White and Blue
- Alex Wheatle
- Education

- 2023: Grenfell (Kurzfilm)
- 2023: Occupied City (Dokumentarfilm)
- 2024: Blitz

## Auszeichnungen
B3 BEN Award

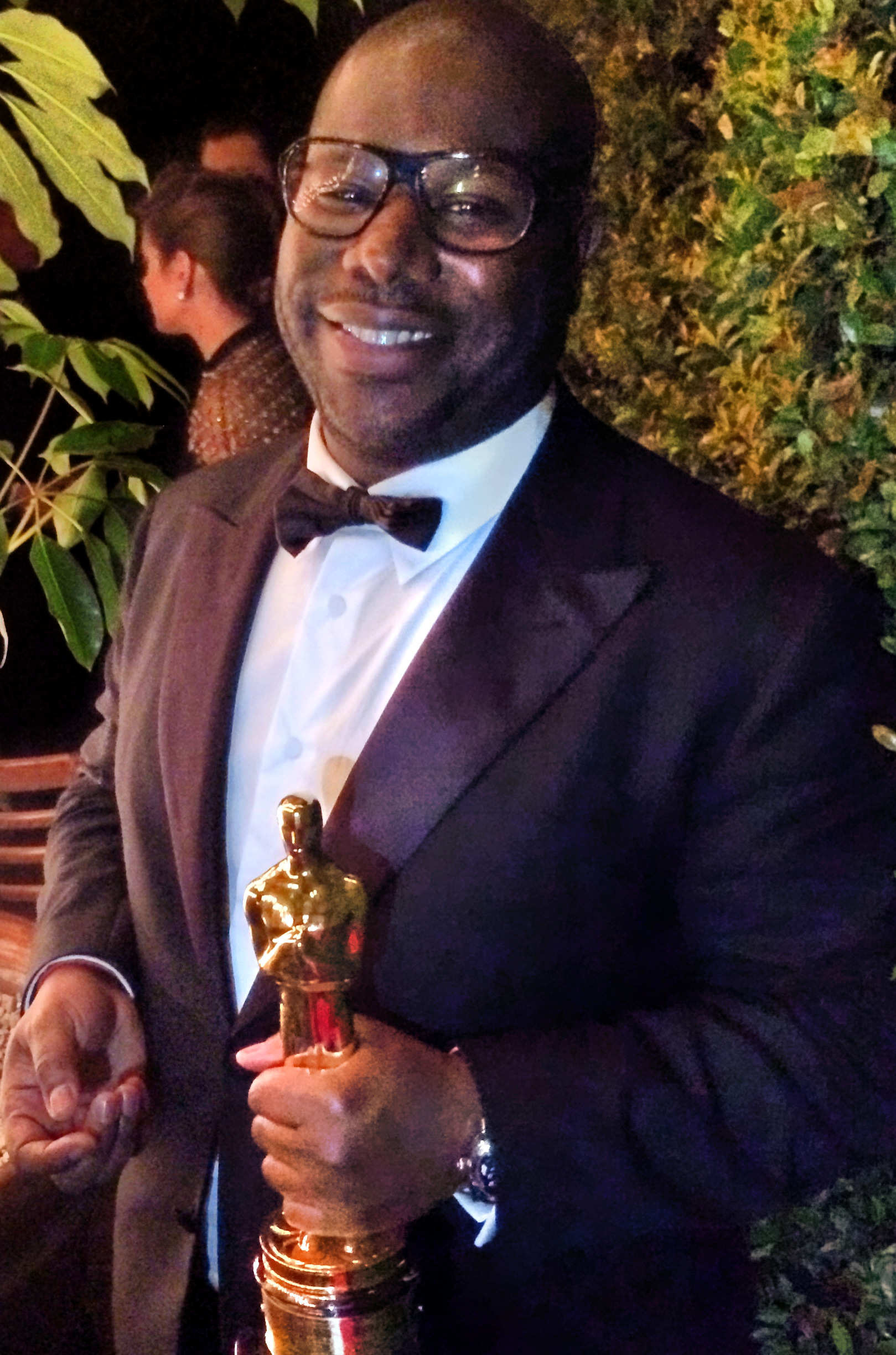
Steve McQueen mit dem Oscar für den Besten Film für 12 Years a Slave

- 2019: Most Influential Moving Image Artist

Academy Award
- 2014: Bester Film für 12 Years a Slave

Nominierungen:
- 2014: Beste Regie in 12 Years a Slave

Golden Globe Award
Nominierungen:
- 2014: Beste Regie in 12 Years a Slave

British Academy Film Award
- 2014: Bester Film für 12 Years a Slave
- 2009: Beste Nachwuchsleistung für Hunger

Nominierungen:
- 2014: Beste Regie in 12 Years a Slave
- 2012: Bester britischer Film für Shame
- 2009: Bester britischer Film für Hunger

British Academy of Film and Television Arts Award
- 2021: Nominierung für die Beste Regie – Fiction bei der Small-Axe-Filmreihe
- 2021: Nominierung in der Kategorie Writer – Drama bei der Small-Axe-Filmreihe
- 2021: Nominierung als Beste Mini-Serie (Small-Axe-Filmreihe)
- 2021: Nominierung für den Besten Schnitt – Fiction (Small-Axe-Filmreihe)[11]

British Independent Film Award
- 2023: Nominierung als Bester Dokumentarfilm (Occupied City)

Berliner Künstlerprogramm des Deutschen Akademischen Austauschdienst (DAAD)
- 1999: Stipendium in Berlin